# 日本光学会
一般社団法人日本光学会（にほんこうがっかい）は、1952年に発足した光学に関する日本の学術団体。光学および関連学術分野の研究の促進ならびに成果の普及に関する事業を行い、もって社会の発展に寄与することを目的とする。英語名はThe Optical Society of Japanであり、略称はOSJ。機関紙「光学」（月刊）と欧文論文誌「Optical Review」（隔月刊）を発行している。毎年、光学シンポジウムとOptics & Photonics Japanの２つの学術講演会を主催している。
応用物理学会の分科会「光学懇話会」として1952年に発足し、1989年に「日本光学会」と改称、2014年9月に現在の一般社団法人日本光学会を設立した。

## 刊行物
- 機関紙「光学」（月刊）
- 英文論文誌「Optical Review」（隔月刊）

## 表彰・奨励金
- 光学論文賞
- 光学奨励賞
- OPJ優秀論文賞
- コニカミノルタ光みらい奨励金

## 講演会・講習会
- 学術講演会
  - 光学シンポジウム
  - Optics & Photonics Japan
- 講習会
  - 冬季講習会
- 共催事業（他の学会と共催）
  - 光学四学会関西支部連合講演会

## 研究グループ
以下の研究グループ活動が存在する。
- ナノオプティクス
- コンテンポラリ・オプティクス
- 視覚
- 生体医用光学
- 情報フォトニクス
- 光設計
- 微小光学
- ホログラフィックディスプレイ
- 光波シンセシス
- 次世代フォトニックネットワークのための光技術
- ボリュームホログラフィックメモリ技術
- レーザーディスプレイ技術
- ディジタルオプティクス
- 偏光計測・制御技術
- フォトダイナミズム
- AI Optics
- Ｘ線・ＥＵＶ結像光学
- メタオプティクス